# Ministère de l'élevage
 (signalé en juillet 2025).
Si vous disposez d'ouvrages ou d'articles de référence ou si vous connaissez des sites web de qualité traitant du thème abordé ici, merci de compléter l'article en donnant les références utiles à sa vérifiabilité et en les liant à la section « Notes et références ».
- Archive Wikiwix
- Bing
- Cairn
- DuckDuckGo
- E. Universalis
- Gallica
- Google
- G. Books
- G. News
- G. Scholar
- Persée
- Qwant
- (zh) Baidu
- (ru) Yandex

Le ministère de l'élevage est un ministère guinéen dont le ministre est Felix Lamah.

## Titulaires depuis 2025
| Nom | Nom         | Dates du mandat | Dates du mandat | Gouvernement(s) |
| --- | ----------- | --------------- | --------------- | --------------- |
|     | Felix Lamah | 29/7/2025       | En cours        | Bah Oury        |